# Aciculopsora
Aciculopsora — рід лишайників родини рамалінові (Ramalinaceae). Назва вперше опублікована 2006 року.

## Класифікація
До роду Aciculopsora відносять 2 види:
- Aciculopsora cinerea — знайдений на корі у штаті Алагоас, Бразилія.
- Aciculopsora salmonea — знайдений на корі листяного дерева в Коста-Риці.